# Karin Furuhed
Karin Margareta Furuhed, senare Johansson, född 9 maj 1967 i Ovanåker, är en svensk simmare. Hon tävlade för Borlänge SS, där hon tränades av Rolf Möller.
Furuhed tävlade för Sverige vid olympiska sommarspelen 1984 i Los Angeles. Hon var en del av Sveriges lag som slutade på 7:e plats på 4x100 meter frisim. Vid olympiska sommarspelen 1988 i Seoul tävlade Furuhed i tre grenar. Hon slutade på 24:e plats på 50 meter frisim och 27:e plats på 100 meter frisim. Furuhed var även en del av Sveriges lag som slutade på 9:e plats på 4x100 meter frisim.
Furuhed tog SM-guld på 50 meter frisim (långbana) 1987 och 1988. Hon tog även guld på 50 meter frisim (kortbana) 1987 och 1988. På 100 meter frisim (långbana) tog Furuhed guld 1985 och 1987. På 100 meter frisim (kortbana) tog hon guld 1987 och 1988.
Hon är gift med Per Johansson.